# Путифигари
Путифигари (итал. Putifigari) је насеље у Италији у округу Сасари, региону Сардинија.
Према процени из 2011. у насељу је живело 742 становника. Насеље се налази на надморској висини од 270 м.

## Становништво
Према резултатима пописа становништва 2011. у општини је живело 757 становника.
| 1931. | 1936. | 1951. | 1961. | 1971. | 1981. | 1991. | 2001. | 2011. |
| ----- | ----- | ----- | ----- | ----- | ----- | ----- | ----- | ----- |
| 576   | 575   | 693   | 735   | 703   | 727   | 736   | 701   | 757   |